# 勒菲歧鬚鮠
勒菲歧鬚鮠，為輻鰭魚綱鯰形目倒立鯰科的其中一種，為熱帶淡水魚，被IUCN列為易危保育類動物，分布於非洲剛果民主共和國Lufira河流域，體長可達20.5公分，棲息在岩石底質底中層水域，生活習性不明。